# Addicted to Love (Robert Palmer)
Addicted to Love è un brano musicale del cantante inglese Robert Palmer, pubblicato nel 1986.

## Il brano
Si tratta di una cosiddetta "signature song" per l'artista ed è la terza traccia di Riptide, ottavo album in studio di Palmer. Il brano è entrato nella Billboard Hot 100 statunitense raggiungendo la prima posizione. Ha avuto molto successo anche in Australia, Canada, Europa e Sudafrica.

## Il video
Il video è stato diretto dal fotografo britannico Terence Donovan e vede il cantante affiancato da diverse musiciste-modelle vestite di nero, che sono Julia Bolino, Patty Kelly, Julie Pankhurst, Mak Gilchrist e Kathy Davies. Il video è stato premiato agli MTV Video Music Awards 1986 nella categoria "miglior video di artista maschile" e ha ricevuto anche altre nomination nelle varie categorie della stessa edizione.
Dato il successo riscosso dal video, Palmer riciclerà l'idea delle modelle per altri tre videoclip di suoi brani: I Didn't Mean to Turn You On (sempre su Riptide), Simply Irresistible e Change His Ways (entrambi da Heavy Nova).
Il video di Palmer viene parodiato da Shania Twain in Man! I Feel like a Woman! (1999).

## Tracce
1. Addicted to Love
2. Remember to Remember

## Cover
Tra le cover eseguite del brano la più conosciuta è quella di Tina Turner, che ha cantato il pezzo dal vivo 
a partire dal 1986 e lo ha registrato inserendolo nell'album Tina Live in Europe. Altri artisti che hanno eseguito il brano sono i Ciccone Youth (1988), Tom Hanway (1991), gli Eagles of Death Metal (2006), Florence and the Machine (2009), Garth Brooks (2013) e Alex Clare (2014).